# Mimonectes diomedeae
Mimonectes diomedeae is een vlokreeftensoort uit de familie van de Mimonectidae. De wetenschappelijke naam van de soort is voor het eerst geldig gepubliceerd in 1909 door Woltereck.